# Sara Turpin
Ej att förväxla med sångerskan/skådespelaren Sara Isaksson (född 1971).
Sara Elisabeth Turpin, född Isaksson, född den 14 januari 1976 i Gagnef, är en svensk skådespelare.
På teater har Turpin bland annat spelat Elektra i Orestien på Teater Tribunalen samt spelat Beatrice i Nemesis på Strindbergs Intima Teater 2005. För den senare rollprestationen hyllades hon av Dagens Nyheters recensent Ingegärd Waaranperä som kallade henne för en "naturkraft" och skrev "ett sånt utspel av en kvinna har i alla fall jag aldrig sett på en teaterscen förut". Turpin gick ut Teaterhögskolan i Stockholm 2007.
På film har Turpin haft en biroll i filmen Miffo 2003 och medverkade 2014 i Losers.

## Filmografi
- 2003 – Miffo
- 2011 – Anno 1790 (TV-serie)
- 2014 – Losers
- 2015 – Jordskott (TV-serie)

## Teater

### Roller (ej komplett)
| År   | Roll | Produktion                            | Regi            | Teater                    |
| ---- | ---- | ------------------------------------- | --------------- | ------------------------- |
| 2014 |      | Moster Malvina Anne Charlotte Leffler | Mathias Lafolie | Strindbergs Intima Teater |